# 断了的箭
〈断了的箭〉（英語："Broken Arrows"）是瑞典音乐制作人艾维奇于2015年推出的单曲，由美国乡村音乐组合扎克·布朗乐队主唱扎克·布朗（Zac Brown）演唱，在环球音乐发行。歌曲收录于艾维奇专辑《故事》。

## 作曲
〈断了的箭〉结合了布朗的人声和“重击贝斯及闪烁的合成线”。
像艾维奇以往的单曲〈嘿！兄弟〉一样，〈断了的箭〉是一首包含乡村音乐元素的舞曲，采用G大调谱写而成。

## 反响
《滚石》杂志记者克里斯·帕顿（Chris Parton）形容布朗的演唱“水晶般清晰”，歌曲就像将“游戏节的主题曲与任天堂的《超级马里奥兄弟》紧紧结合在了一起”。

## 音乐视频
〈断了的箭〉的伴奏音乐视频由朱利叶斯·奥纳（Julius Onah）执导，于2015年11月23日发布。视频灵感来自于迪克·福斯贝里的生活，他发明了一种被称为“福斯贝里跳”的新技术，彻底改变了跳高运动。
音乐视频以“灵感源于真实故事”（Inspired by a True Story）的标题开篇。1967年，在加利福尼亚州的一个虚构地点费尔蒙（Fairmont），一名苦苦挣扎的运动员和他的女儿独自住在拖车里。这位运动员因成绩不佳而受到教练的训斥，他开始酗酒并陷入绝望。但这位运动员受到了女儿的热情和杂技的鼓舞，发明了一种新的跳高技术，并在1968年夏季奥运会上夺得金牌。虽然谈及福斯贝里，但视频展示了一张剪报，人物显示为一位虚构的名叫理查德·拉多姆斯基（Richard Radomsky）的美国跳高运动员。运动员的背部还纹有艾维奇标志性的“AV”图案。
理查德·拉多姆斯基的角色由约书亚·弗雷德里克·史密斯（Joshua Fredric Smith）扮演，运动员的女儿由艾米莉·斯金纳（Emily Skinner）扮演。理查德·尼尔（Richard Neil）在视频中饰演教练一角。

## 曲目列表
| 数字下载 — 混音版 | 数字下载 — 混音版                    | 数字下载 — 混音版 |
| 曲序              | 曲目                                 | 时长              |
| ----------------- | ------------------------------------ | ----------------- |
| 1.                | Broken Arrows（M-22 Remix）          | 3:58              |
| 2.                | Broken Arrows（Aston Shuffle Remix） | 3:39              |
| 3.                | Broken Arrows（k?d Remix）           | 4:22              |
| 4.                | Broken Arrows（Didrick Remix）       | 2:55              |
| 总时长：          | 总时长：                             | 14:54             |

## 榜单
| 榜单（2015年-2016年）                        | 最高排名 |
| -------------------------------------------- | -------- |
| 澳大利亚（澳大利亚唱片业协会單曲榜）         | 30       |
| 奥地利（Ö3四十强单曲榜）                     | 70       |
| 比利时佛兰德（Ultratip榜外單曲榜）           | 12       |
| 比利时佛兰德（Ultratop舞曲榜）               | 16       |
| 比利时瓦隆（Ultratip榜外單曲榜）             | 48       |
| 比利时瓦隆（Ultratip舞曲榜）                 | 43       |
| 德国（德國官方單曲榜）                       | 82       |
| 匈牙利（四十強舞曲榜）                       | 25       |
| 匈牙利（四十强电台榜）                       | 1        |
| 匈牙利（四十強單曲榜）                       | 21       |
| 愛爾蘭（愛爾蘭唱片音樂協會单曲榜）           | 74       |
| 荷兰（百强单曲榜）                           | 86       |
| 新西兰（新西兰官方音乐榜）                   | 7        |
| 挪威（世道單曲榜）                           | 38       |
| 斯洛伐克（電台百強單曲榜）                   | 95       |
| 瑞典（瑞典最熱榜）                           | 4        |
| 瑞士（瑞士热门音乐榜）                       | 57       |
| 英国（官方榜單公司單曲榜）                   | 178      |
| 美國（《告示牌》Hot Dance/Electronic Songs） | 10       |

| 榜单（2018年）         | 最高排名 |
| ---------------------- | -------- |
| 匈牙利（四十強串流榜） | 39       |

| 榜单（2015年）                    | 排名 |
| --------------------------------- | ---- |
| 瑞典（瑞典最热榜）                | 88   |
| 美国（《公告牌》舞曲/电音歌曲榜） | 82   |
| 榜单（2016年）                    | 排名 |
| 匈牙利（四十强舞曲榜）            | 86   |
| 匈牙利（四十强电台榜）            | 14   |
| 美国（《公告牌》舞曲/电音歌曲榜） | 79   |

## 认证
| 地區                                                       | 认证    | 认证单位/销量 |
| ---------------------------------------------------------- | ------- | ------------- |
| 加拿大（加拿大音乐协会）                                   | 金      | 40,000‡       |
| 瑞典（瑞典唱片業協會）                                     | 3× 白金 | 120,000‡      |
| *僅含認證的實際銷量 ^僅含認證的出貨量 ‡僅含認證的+實際銷量 |         |               |

## 外部連結
- 豆瓣音乐上《断了的箭》的資料 （简体中文）